# Merionoeda baliosmerion
Merionoeda baliosmerion là một loài bọ cánh cứng trong họ Cerambycidae.